# Joan Didion
Joan Didion   (Sacramento, 5 de desembre de 1934 - Manhattan, 23 de desembre de 2021) fou una periodista, guionista i novel·lista estatunidenca. Les seves obres s'emmarquen en el periodisme literari i exploren temes com la desintegració de la moral americana, la psicologia femenina i la fragmentació social i individual.
La seva obra és reconeguda per la seva importància en la identificació i descripció de les subcultures americanes durant els anys 60 i 70. El 2005 va guanyar el Premi Nacional del Llibre de no-ficció i va ser finalista als Premis Pulitzer per la seva autobiografia The Year of Magical Thinking, que va ser adaptada a Broadway el 2007. Entre les seves novel·les cal esmentar Play as it Lays (1970) i A Book of Common Prayer (1977).

## Obra
Ficció
- Run, River (1963)[1]
- Play It as It Lays (1970)
- A Book of Common Prayer (1977), trad. Una liturgia común, 2007, Barcelona, Global Rhythm
- Democracy (1984)
- The Last Thing He Wanted (1996)

No ficció
- Slouching Towards Bethlehem (1968)
- The White Album (1979)
- Salvador (1983)
- Miami (1987)
- After Henry (1992)
- Political Fictions (2001)
- Where I Was From (2003)
- Fixed Ideas: America Since 9.11 (2003, pròleg de Frank Rich)
- Vintage Didion (2004, selecció d'obres prèvies)
- The Year of Magical Thinking (2005), trad. El año del pensamiento mágico, 2006, Barcelona, Global Rhythm[1] trad. L'any del pensament màgic, 2019, Barcelona, Penguin Random House[3]
- We Tell Ourselves Stories in Order to Live: Collected Nonfiction (2006),
- Blue Nights (2011)

Obres de teatre
- The Year of Magical Thinking (2006)

Guions
- The Panic in Needle Park (1971)
- Play It as It Lays (1972), (basada en la novel·la)
- A Star Is Born (1976)
- True Confessions (1981)
- Up Close & Personal (1996)